# Lomaria neocaledonica
Lomaria neocaledonica là một loài dương xỉ trong họ Blechnaceae. Loài này được Lind. & Fourn. mô tả khoa học đầu tiên năm 1876.
Danh pháp khoa học của loài này chưa được làm sáng tỏ. 